# Bonjongo
Bonjongo (ou Bojongo) est une localité de la commune de Buéa au Cameroun située dans le département du Fako et la Région du Sud-Ouest. 

## Géographie
La localité se trouve à 580 m d'altitude sur le versant oriental du Mont Cameroun à 15 km au sud-ouest du centre de Buéa et à 10 km au nord-ouest du centre de Limbé.

## Histoire
Sous la colonisation allemande, elle s'appelle « Engelberg » (la montagne des anges). L'une des premières missions catholiques y est fondée en 1894.
Un Foyer de Charité y est créé en 2000.

## Population
En 1953 Bonjongo compte 531 habitants, en 1968 ce chiffre s'élève à 770. Lors du recensement de 2005, on y dénombre 3 447 personnes.
Les Bakweri y sont les plus nombreux.

## Villages
Le groupement de Bonjongo compte 4 villages : Boana, Ekonjo Village, Ewongo et Wotutu.

## Éducation
Le collège technique catholique Saint Paul de Bonjongo est fondé en 1956. La localité compte un lycée anglophone : le lycée de Bojongo-Buéa.

## Cultes
La paroisse catholique Regina Angelorum de Bonjongo fait partie de la doyenné de Limbé du diocèse de Buéa. C'est un haut lieu du catholicisme au Cameroun.

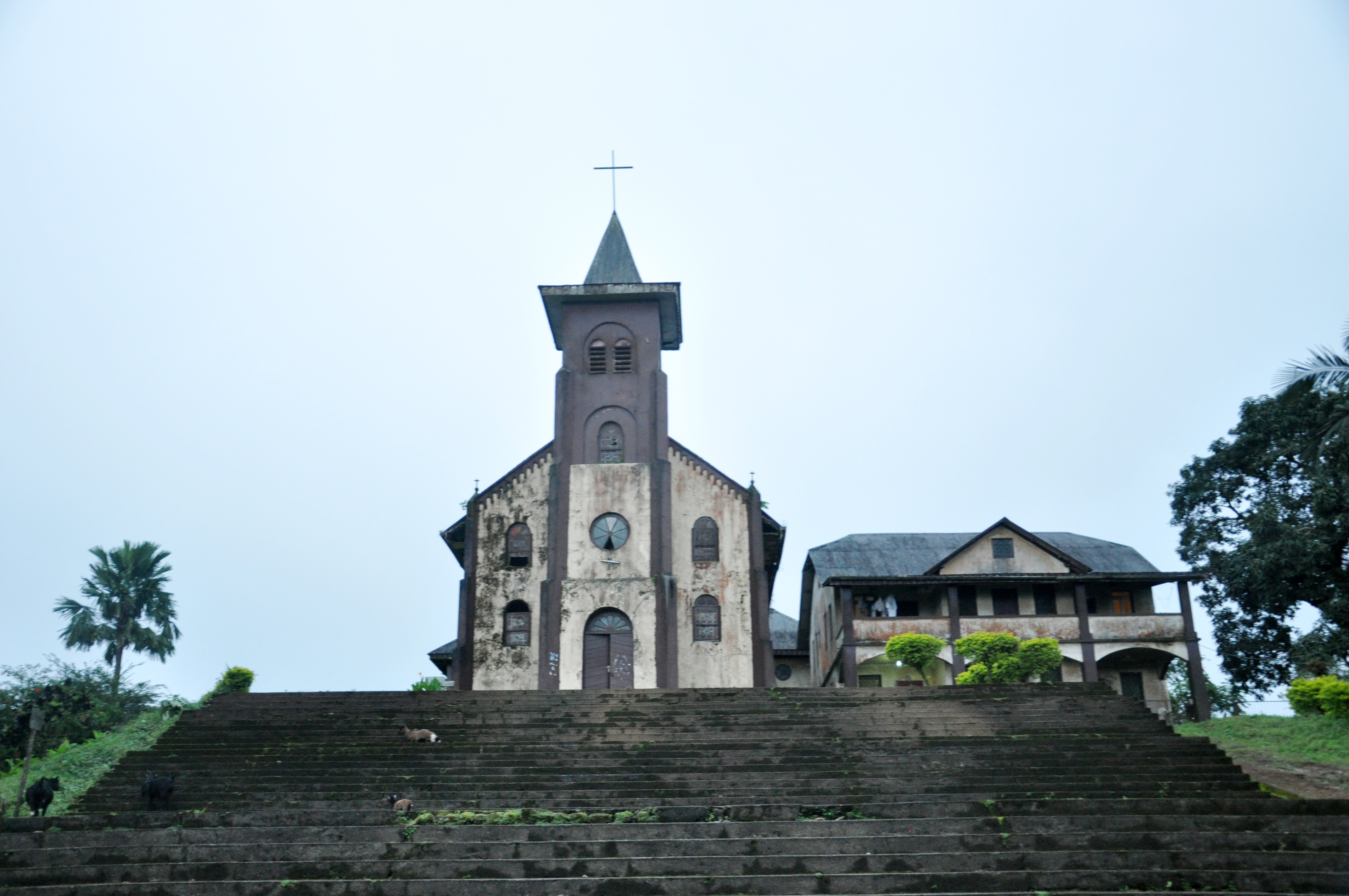
Montée vers l'église Saint Engelbert.
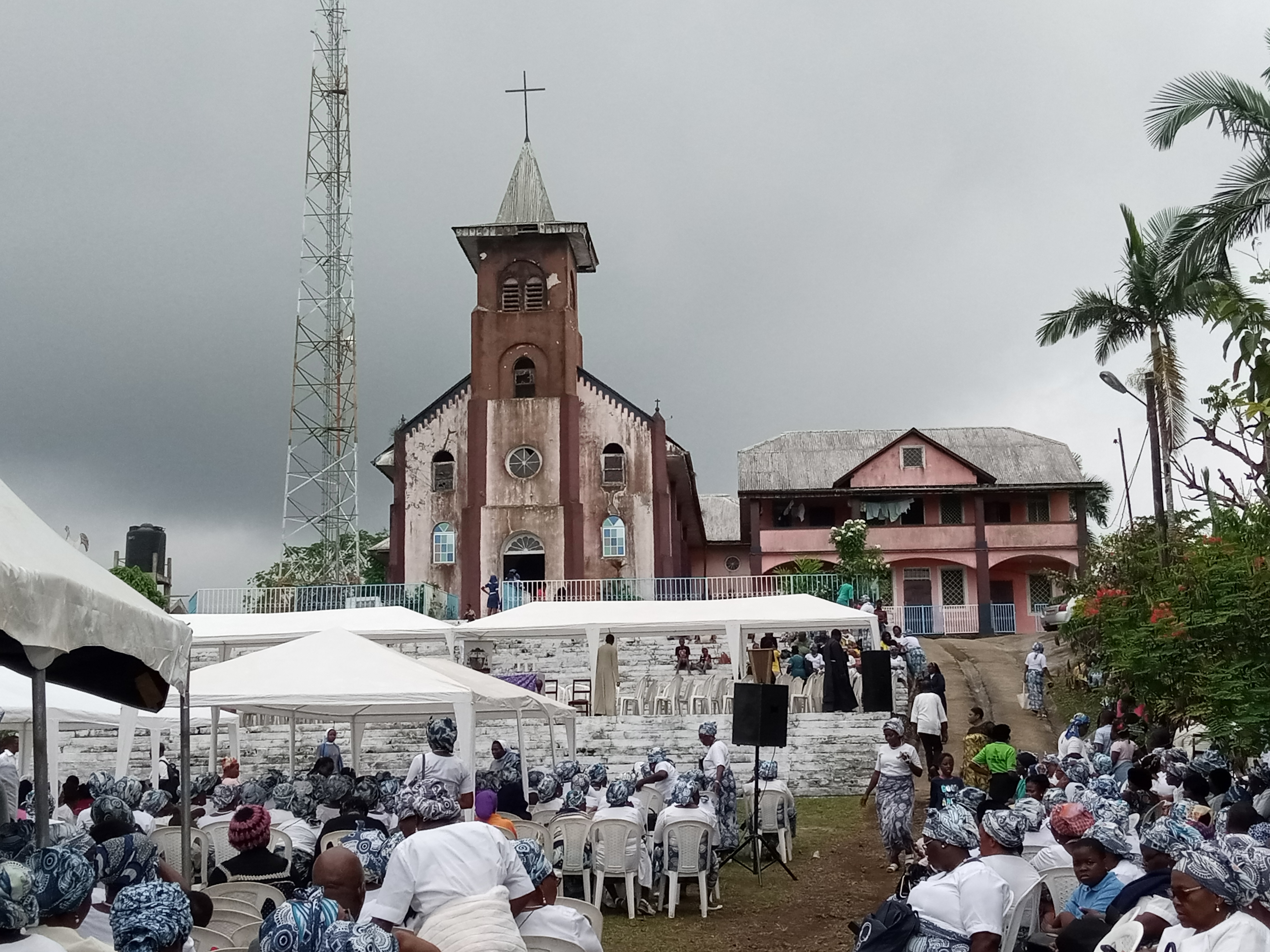
Célébration à l'église.